# Kawakami Norihiro
Kawakami Norihiro (川上 典洋 Kawakami Norihiro, sinh ngày 4 tháng 4 năm 1987) là một cầu thủ bóng đá người Nhật Bản.

## Sự nghiệp
Sau khi mùa giải kết thúc, anh được chuyển đến Geylang International cùng với đồng đội Ito Takuma. Vị trí ban đầu của anh là trung vệ. Sau mùa giải 2013, anh ký hợp đồng với Tampines Rovers. Tuy nhiên, anh không đạt được yêu cầu với Stags, vì vậy anh chuyển đến Albirex Niigata Singapore một lần nữa vào kỳ chuyển nhượng giữa mùa giải năm 2014.
Norihiro ra mắt lần thứ hai cho White Swans trong thắng lợi 7-1 trên sân nhà trước Woodlands Wellington ngày 11 tháng 6 năm 2014, anh ghi bàn bằng đầu ở phút thứ 17.

## Thống kê câu lạc bộ
Cập nhật đến ngày 22 tháng 2 năm 2018.
| Thành tích câu lạc bộ | Thành tích câu lạc bộ | Thành tích câu lạc bộ | Giải vô địch | Giải vô địch | Cúp                   | Cúp                   | Cúp Liên đoàn | Cúp Liên đoàn | Tổng cộng | Tổng cộng |
| Mùa giải              | Câu lạc bộ            | Giải vô địch          | Số trận      | Bàn thắng    | Số trận               | Bàn thắng             | Số trận       | Bàn thắng     | Số trận   | Bàn thắng |
| Nhật Bản              | Nhật Bản              | Nhật Bản              | Giải vô địch | Giải vô địch | Cúp Hoàng đế Nhật Bản | Cúp Hoàng đế Nhật Bản | J.League Cup  | J.League Cup  | Tổng cộng | Tổng cộng |
| --------------------- | --------------------- | --------------------- | ------------ | ------------ | --------------------- | --------------------- | ------------- | ------------- | --------- | --------- |
| 2006                  | JEF United Chiba      | J1 League             | 0            | 0            | 0                     | 0                     | 0             | 0             | 0         | 0         |
| 2007                  | JEF United Chiba      | J1 League             | 0            | 0            | 0                     | 0                     | 0             | 0             | 0         | 0         |
| 2008                  | JEF United Chiba      | J1 League             | 0            | 0            | 0                     | 0                     | 0             | 0             | 0         | 0         |
| 2009                  | Tochigi SC            | J2 League             | 6            | 1            | 0                     | 0                     | -             | -             | 6         | 1         |
| 2010                  | Zweigen Kanazawa      | JFL                   | 0            | 0            | 0                     | 0                     | -             | -             | 0         | 0         |
| 2016                  | SC Sagamihara         | J3 League             | 0            | 0            | -                     | -                     | -             | -             | 0         | 0         |
| 2017                  | Tegevajaro Miyazaki   | JRL (Kyushu)          | 15           | 4            | -                     | -                     | -             | -             | 15        | 4         |
| Tổng                  | Tổng                  | Tổng                  | 6            | 1            | 0                     | 0                     | 0             | 0             | 6         | 1         |

## Danh hiệu

### Câu lạc bộ
Albirex Niigata Singapore
- Cúp Liên đoàn bóng đá Singapore: 2011

Tampines Rovers
- Singapore Charity Shield: 2014 [5]